# 西日本総合展示場
西日本総合展示場（にしにほんそうごうてんじじょう、West Japan General Exhibition Center）は、福岡県北九州市小倉北区浅野にある、見本市を開催するための展示施設（コンベンションセンター）。通称は「北九州メッセ」。

## 概要
- 本館：北九州市小倉北区浅野3丁目7-1
- 新館：北九州市小倉北区浅野3丁目8-1 アジア太平洋インポートマート（AIM）ビル展示場棟

JR小倉駅北側の浅野地区に位置しており、隣接する北九州国際会議場、アジア太平洋インポートマート (AIM) 等と共に「国際コンベンションゾーン」の一角を成す。
1977年5月、当時の財団法人西日本産業貿易見本市協会によって本館が開業。新館は1998年4月AIMビル開業とともに運用を開始した。その後AIM空室対策として2005年2月に流通センター棟3Fにも展示場を設けた。
運営母体は再編を繰り返しながら2017年に公益社団法人北九州市観光協会と合併し、「公益財団法人北九州観光コンベンション協会」となった。北九州スタジアム（命名権による愛称：ミクニワールドスタジアム北九州）以外の周辺公的施設はほぼこの団体により運営されている。
展示施設としては展示面積7,000m2（有効天井高10m）の本館と、展示面積約8,000m2（有効天井高13m）の新館（AIM展示場棟）から成る。また、AIMの流通センター棟（AIMビル）の3階にも、総区画面積1,300m2の中規模展示スペースを備える。本館は磯崎新が設計したもので、斜張ケーブル部分の構造設計を川口衞が行っている。
各種展示会が開かれているほか、冬期には本館の半分を使って屋内スケートリンク「北九州アイススケートセンター」が営業される。
2025年8月7日、北九州市は公募していた新館の通称を「北九州メッセ」に決定した。

## アクセス
- JR九州・JR西日本・北九州モノレール小倉駅新幹線口（北口）から徒歩5分
  - 駅と新館との間はペデストリアンデッキで直結しており、動く歩道が設置されている。